# Basketball-Bundesliga 1984/85
Die Saison 1984/85 ist die 19. Spielzeit der Basketball-Bundesliga. Die höchste Spielklasse im deutschen Vereinsbasketball der Herren, bis 1990 beschränkt auf das Gebiet Westdeutschlands ohne die DDR, wurde in einer Liga mit zehn Mannschaften ausgetragen, an die sich Finalrunden anschlossen.

## Saisonnotizen
- Der TSV Bayer 04 Leverkusen gewann seine erste Meisterschaft als TSV Bayer 04 nach der Fusion, nachdem man die ersten fünf Titelgewinne in den 1970er Jahren noch als TuS 04 Leverkusen errungen hatte.
- Der bisherige Meister ASC 1846 Göttingen konnte zumindest seinen Titel im Pokalwettbewerb verteidigen, als man im Finale den Erstliga-Absteiger und Zweitligisten BG Steiner Bayreuth besiegen konnte, der den sofortigen Wiederaufstieg erreichte.
- Die Göttinger stellten mit dem Deutsch-Kanadier Mike Jackel auch den Topscorer der Saison.
- Aufsteiger ART Düsseldorf musste ohne einen Sieg wieder absteigen, während Erstliga-Rückkehrer 1. FC 01 Bamberg den Klassenerhalt erreichte. Dafür musste der bisherige Rekordmeister USC Heidelberg zum dritten Mal nach 1980 und 1982 die höchste Spielklasse verlassen.

## Endstände

### Hauptrunde
| #  | Mannschaft                | Siege | Nieder- lagen | Punkte | Körbe     |
| -- | ------------------------- | ----- | ------------- | ------ | --------- |
| 1  | BSC Saturn Köln           | 17    | 1             | 34:20  | 1637:1281 |
| 2  | ASC 1846 Göttingen (M, P) | 16    | 2             | 32:40  | 1579:1289 |
| 3  | SSV Hagen                 | 12    | 6             | 24:12  | 1387:1329 |
| 4  | DTV Charlottenburg        | 11    | 7             | 22:14  | 1484:1418 |
| 5  | TSV Bayer 04 Leverkusen   | 10    | 8             | 20:16  | 1418:1379 |
| 6  | MTV 1846 Gießen           | 8     | 10            | 16:20  | 1302:1431 |
| 7  | BC Giants Osnabrück       | 6     | 12            | 12:24  | 1363:1484 |
| 8  | 1. FC 01 Bamberg (N)      | 5     | 13            | 10:26  | 1365:1540 |
| 9  | USC Heidelberg            | 5     | 13            | 10:26  | 1371:1500 |
| 10 | ART Düsseldorf (N)        | 0     | 18            | 00:36  | 1318:1573 |

| (M) Meister der Vorsaison____        | (N) Neuling (Aufsteiger)____ | (P) Pokalsieger der Vorsaison |
| Fett Für Finalrunde qualifiziert____ |  Absteiger____               |                               |

### Finalrunde

#### Gruppenphase
| # | Mannschaft              | Siege | Nieder- lagen | Punkte | Körbe     |
| - | ----------------------- | ----- | ------------- | ------ | --------- |
| 1 | BSC Saturn Köln         | 20    | 4             | 40:80  | 2017:1658 |
| 2 | TSV Bayer 04 Leverkusen | 15    | 9             | 30:18  | 1924:1796 |
| 3 | SSV Hagen               | 15    | 9             | 30:18  | 1663:1605 |
| 4 | BC Giants Osnabrück     | 7     | 17            | 14:34  | 1708:1921 |

| # | Mannschaft         | Siege | Nieder- lagen | Punkte | Körbe     |
| - | ------------------ | ----- | ------------- | ------ | --------- |
| 1 | ASC 1846 Göttingen | 21    | 3             | 42:60  | 2109:1753 |
| 2 | DTV Charlottenburg | 16    | 8             | 32:16  | 2001:1889 |
| 3 | MTV 1846 Gießen    | 8     | 16            | 16:32  | 1756:1950 |
| 4 | 1. FC 01 Bamberg   | 7     | 17            | 14:34  | 1830:2052 |

 Halbfinalteilnehmer

#### Endspiele
|  | Halbfinale | Halbfinale         | Halbfinale |  |  | Finale | Finale             | Finale |
|  |            |                    |            |  |  |        |                    |        |
|  |            |                    |            |  |  |        |                    |        |
|  | A 1        | Saturn Köln        | 0          |  |  |        |                    |        |
|  | B 2        | DTV Charlottenburg | 2          |  |  |        |                    |        |
|  |            |                    |            |  |  |        | DTV Charlottenburg | 0      |
|  |            |                    |            |  |  |        | Bayer Leverkusen   | 2      |
|  | B 1        | ASC 1846 Göttingen | 1          |  |  |        |                    |        |
|  | A 2        | Bayer Leverkusen   | 2          |  |  |        |                    |        |
|  |            |                    |            |  |  |        |                    |        |